# El arte de morir (película)
El arte de morir es una película española del año 2000 dirigida por Álvaro Fernández Armero. El guion corrió a cargo de Juan Vicente Pozuelo y Curro Royo.

## Sinopsis
Nacho es un joven declarado en paradero desconocido desde hace cuatro años. Ni su familia ni sus mejores amigos pudieron aportar pista alguna acerca del lugar o las circunstancias en las que desapareció, pero todo hace pensar que está muerto. Nacho era un joven con un enorme talento que empezaba a hacerse oír en los circuitos del arte de vanguardia. Tenía un estilo pictórico propio, profundamente influenciado por la pintura del Bosco, y centrado en un solo tema: la muerte. Iván, Clara, Patricia, Ramón, Candela y Carlos, los seis protagonistas, mintieron a la policía. De una forma u otra, todos ellos intervinieron en la muerte de Nacho, ocurrida en una terrible noche de la que nadie ha vuelto a hablar ya que ninguno de ellos ha podido olvidar. Cuatro años después, se reabre la investigación y el comisario vuelve a reunir a todo el grupo.

## Reparto
| Intérprete            | Personaje         |
| --------------------- | ----------------- |
| Fele Martínez         | Iván              |
| María Esteve          | Clara             |
| Gustavo Salmerón      | Nacho             |
| Adrià Collado         | Carlos            |
| Lucía Jiménez         | Patricia          |
| Elsa Pataky           | Candela           |
| Sergio Peris-Mencheta | Ramón             |
| Emilio Gutiérrez Caba | Quintana          |
| Adolfo Fernández      | Luis              |
| Pepa López            | Madre Clara       |
| Mónica Cano           | Psicóloga         |
| Paul Zubillaga        | Compañero         |
| Tamara Chenel         | Chica             |
| Antonio de la Fuente  | Camarero          |
| Paloma Juanes         | Madre Candela     |
| Javier Páez           | Padre Candela     |
| Jesús Hierónides      | Policía           |
| Jamaica Estaciones    | Chica Gimansio    |
| Carlos Moreno         | Policía Control   |
| Itziar Miranda        | Chica Disco       |
| Andrea Guardiola      | Enfermera         |
| Libby Brien           | Voces Adicionales |
| Philip Hersh          | Nacho             |

- Datos: Q16560275